# Фонте Умано-Сан Мартино Алта (Пескара)
Фонте Умано-Сан Мартино Алта (итал. Fonte Umano-San Martino Alta) је насеље у Италији у округу Пескара, региону Абруцо.
Према процени из 2011. у насељу је живело 1743 становника. Насеље се налази на надморској висини од 114 м.